# Breiðafjörður

Breiðafjörður söder om Västfjordhalvön

Breiðafjörður är en lång och bred fjord på västra Island. Den är omkring 50 kilometer bred och 125 kilometer lång. Fjorden delar området Västfjordarna från resten av landet. Breiðafjörður är omgiven av berg, inklusive glaciären Snæfellsjökull, halvön Snæfellsnes på sydsidan och Västfjordhalvön i norr.

## Natur
Breiðafjörður har storslagna omgivningar med land bestående av grunda sjöar, smala fjordar och vikar, och en inre tidvattendel som har 3 000 öar, holmar och skär. Området har omkring hälften av Islands tidvattenarea och skillnaden kan bli upp till sex meter. Bergen består av hårt berg på toppen av lösa material som bildades av vulkanaktivitet under tertiärtiden. Området består huvudsakligen av staplar av basaltisk lava som kraftigt har frätts bort av glaciärerna under kvartärtiden och således bildat det ojämna landskapet med flera bergformationer.

## Plantor och djurliv

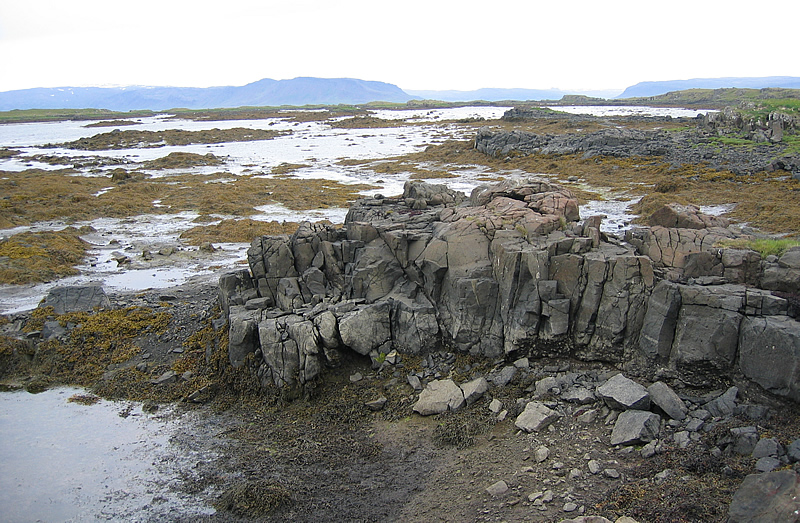
Ebb vid Skaleyjar, Breiðafjörður

Den stora tidvattenzonen har stor biologiskt mångfald och en utsträckt algskog och andra viktiga habitat för fisk och insekter. Området försörjer 230 klasser med kärlväxter och runt 50 fågelarter, bland annat toppskarv, vittrut, havsörn, ejder, tobisgrisslor och brednäbbade simsnäppor. Området är en viktig samlingspunkt för prutgåsarna och kustsnäpporna och även för flyttfåglar som är på väg söderut. Knubbsäl och gråsäl har sina viktigaste fiskeplatser på öarna och skären.
Flera valarter finns vid fjorden, bland annat vanliga tumlare och vikvalar.

## Öar

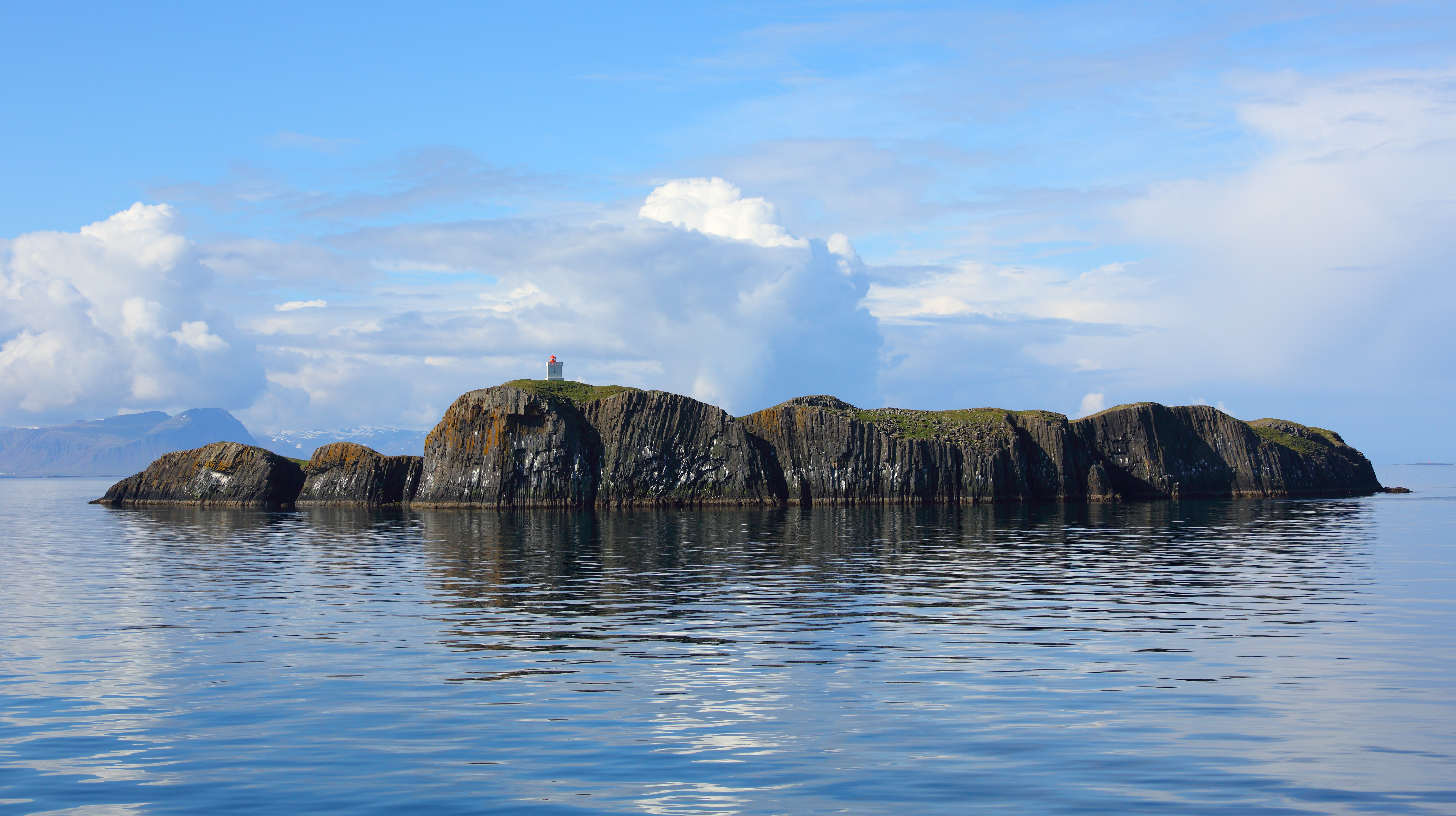
Den obebodda ön Elliðaey i Breiðafjörður där det finns en fyr. Fotot taget från nordöst.

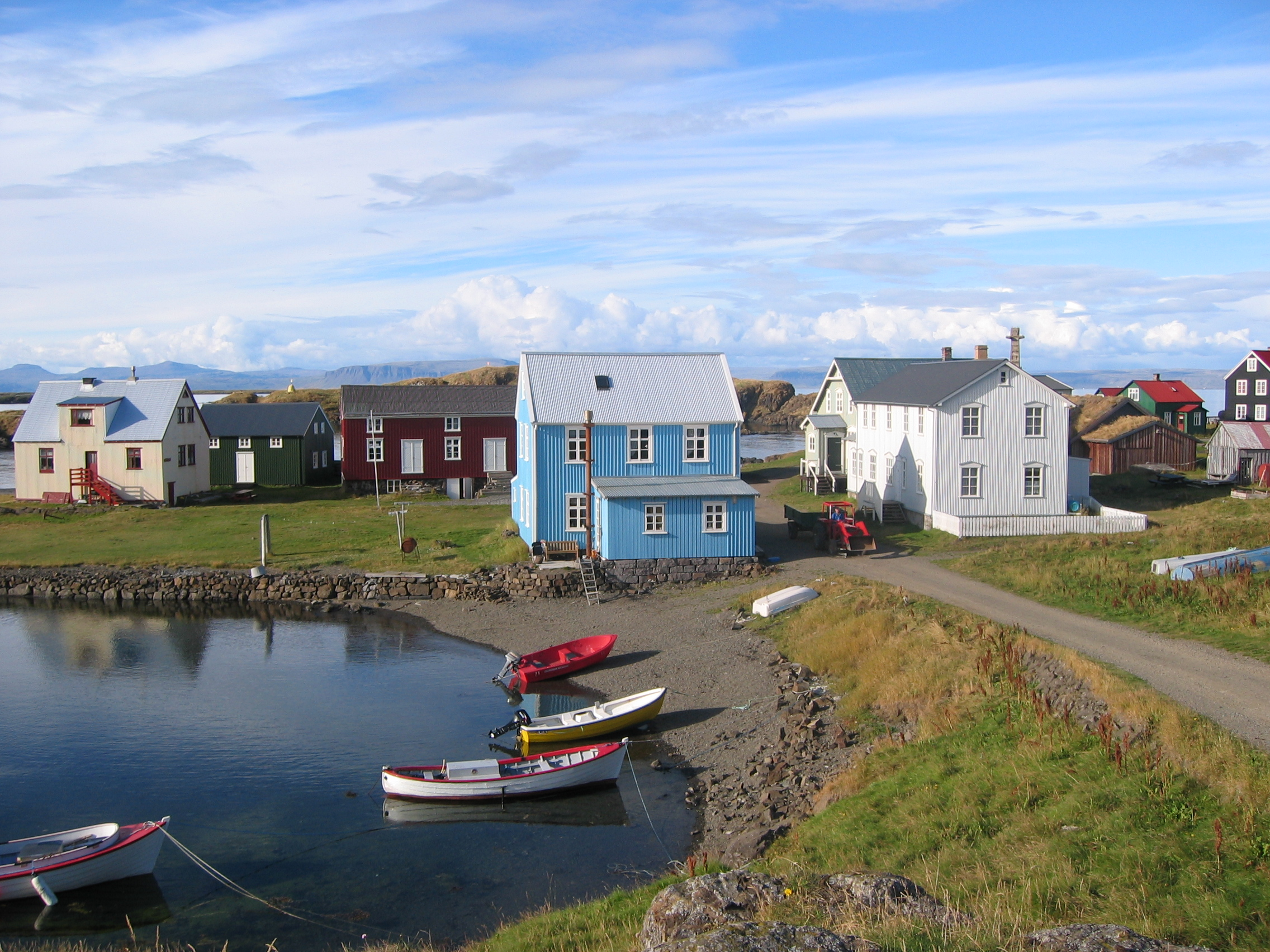
Den bebodda ön Flatey.

Öarna i Breiðafjörður har haft en lång historia av mänskligt liv, men idag är bara ett fåtal av öarna bebodda året om. Flera av öarna används för sommarbostäder. 
Några av öarna är:
- Flatey
- Skáleyjar
- Hvallátur
- Svefneyjar
- Sviðnur
- Hergilsey
- Elliðaey

## Ekonomi och ekologi
Fiske, turism och algplockning är viktiga inkomstkällor i området.